# Buangan
Buangan is een bestuurslaag in het regentschap Pidie Jaya van de provincie Atjeh, Indonesië. Buangan telt 613 inwoners (volkstelling 2010).